# Opción preferencial por los pobres
La opción preferencial por los pobres, más recientemente reformulado por el papa Francisco como la opción preferencial con los pobres, es un principio teológico cristiano, central de la teología de la liberación de origen latinoamericano. Si bien la idea general de la importancia de los pobres se encuentra presente desde el inicio de la teología de la liberación a fines de la década de 1960, la noción aparece explícitamente en el documento final de la III Conferencia General del Episcopado Latinoamericano realizada en Puebla en 1979.

## Contenido
El principio teológico de la opción preferencial por los pobres está formulado de manera explícita por primera vez en el documento final aprobado por la III Conferencia General del Episcopado Latinoamericano realizada en Puebla en 1979. Se trata de la continuación, ratificación y profundización de la opción por los pobres enunciada por la II Conferencia General del Episcopado Latinoamericano (Medellín, 1968) en el llamado «Documento de Medellín». En tal sentido, Medellín inició un camino de reconocimiento de las profundas formas de injusticia y opresión a que están sujetos los pobres, y esa postura se mantendría y ahondaría en las posteriores conferencias generales en Puebla y Santo Domingo.
El «Documento de Puebla» tiene amplias referencias a la realidad de la pobreza y a la importancia de esa situación de injusticia para la teología, así como el compromiso que la Iglesia debe adoptar con el pueblo pobre:

- Cristo está al lado de los pobres; no a través de la violencia, de los juegos de poder, de los sistemas políticos, sino por medio de la verdad sobre el hombre, camino hacia un futuro mejor...
- Ricos cada vez más ricos a costa de pobres cada vez más pobres... 
- Con su opción por el hombre latinoamericano visto en su integridad, con su amor preferencial pero no exclusivo por los pobres, con su aliento a una liberación integral de los hombres y de los pueblos, Medellín, la Iglesia allí presente, fue una llamada de esperanza hacia metas más cristianas y más humanas... 
- La conciencia de la misión evangelizadora de la Iglesia la ha llevado a publicar en estos últimos diez años numerosos documentos pastorales sobre la justicia social; a crear organismos de solidaridad con los que sufren, de denuncia de los atropellos y de defensa de los derechos humanos; a alentar la opción de sacerdotes y religiosos por los pobres y marginados;...
Documento de Puebla

La opción preferencial por los pobres se expresa no solo en el compromiso con las mayorías desposeídas, la vinculación con las culturas populares y el trabajo de religiosos y laicos en las zonas más carenciadas, sino también con la exigencia de austeridad para los miembros de la Iglesia y la Iglesia misma. En ese sentido, uno de los corolarios de la opción preferencial por los pobres es la propuesta de «una Iglesia pobre para los pobres», atribuida originalmente al obispo de El Salvador monseñor Romero, asesinado en 1980.
El teólogo uruguayo Juan Luis Segundo identifica dos tendencias en la teología de la liberación referidas a la opción por los pobres: una que mantiene una relación objetiva con los pobres y la pobreza, y otra que identifica el concepto de «pobre» como «pueblo» y como sujeto protagónico de su propia liberación. En este segundo sentido, el teólogo Gustavo Gutiérrez sostiene, en Teología de la liberación. Perspectivas (1971), que «para que dicha liberación sea auténtica y plena, deberá ser asumida por el pueblo oprimido mismo».
Más recientemente, el teólogo argentino Juan Carlos Scannone ha afirmado que la evolución de la teología de la liberación, en el contexto de la globalización, debe actualizar la opción por los pobres como una opción por los excluidos.